# Charles Louis Dieudonné Grandjean
Pour les articles homonymes, voir Grandjean.
Charles Louis Dieudonné Grandjean, né le 29 décembre 1768 à Nancy et mort le 15 décembre 1828 dans cette même ville, est un général français de la Révolution et de l’Empire.

## Biographie
Il est le fils de François Dieudonné Grandjean et de Jeanne Maletz. Le 13 février 1794 il épouse à Phalsbourg Marie-Madeleine (1767-1840), sœur du maréchal Georges Mouton, ils auront deux enfants : Victor Aimé, né le 7 novembre 1794, et Octavie, née le 17 avril 1798.
Entré de bonne heure au service, il est fait sous-lieutenant au 105e Régiment d'Infanterie en 1792 et sert cette même année dans l'armée du Rhin commandée par Custine ; adjudant-général adjoint près de Desaix, en 1793 ; adjudant-général chef de brigade le 12 mai 1796, il s'empare, en mai 1799, du camp retranché de Postringo, fait 1 200 prisonniers ennemis sur l'Adige, et il est nommé général de brigade sur le champ de bataille. Il combat à la bataille de la Trebbia et y reçoit deux blessures, se distingue de nouveau à la bataille d'Engen-Stockach, à Oberhausen. Il commande une division de réserve à Hohenlinden et s'y distingue par une attaque impétueuse qui culbute un corps de troupes hongroises.
Le 4 avril 1800, il est nommé membre du nouveau conseil de préfecture de la Meurthe, mais n'accepte pas ces fonctions.
Il reçoit la croix de commandeur de la Légion d'honneur en 1804 et le grade de général de division le 1er février 1805. Il sert en cette qualité sous le maréchal Brune qui faisait la conquête de la Poméranie suédoise. En 1807 le maréchal Mortier lui laisse le commandement des troupes devant Stralsund, et il est forcé d'opérer sa retraite au mois d'août suivant. Employé en 1808 à l'armée d'Espagne sous les maréchaux Lannes et Moncey, il concourt à la déroute des insurgés enfermés dans Lerin ; il commande une division d'infanterie au siège de Saragosse en 1809. Il combat avec sa vaillance accoutumée à Wagram, et a deux chevaux tués sous lui. À la campagne de Russie, il commande une division du 10e corps et fait partie de la garnison de Dantzig. Il se distingue en plusieurs occasions mais il est fait prisonnier lors de la capitulation de la place.
Il reçoit la croix de Saint-Louis en 1814, puis, pendant les Cent-Jours, il est employé sous les ordres du général Rapp, dans le 5e corps d'armée du Rhin.
À la seconde rentrée il est porté sur le tableau de disponibilité et mis à la retraite quelque temps après. Élu député du département de la Meurthe en 1821, il prend place sur les bancs de l'opposition. Il meurt, le 15 décembre 1828, à Nancy. Son nom est inscrit sur le côté Est de l'arc de triomphe de l'Étoile, 16e colonne.
Son fils, Victor Aimé, baron Grandjean d'Alteville, saint-cyrien, sera aide de camp du comte de Lobau à partir de 1813, et membre du conseil général de la Meurthe. Parmi ses arrière petit-fils figurent Stanislas de Guaita, poète et occultiste et Antoine de Guaita, officier décédé en Annam.

## Armoiries
| Figure | Blasonnement |
|        | Armes du baron Charles Louis Dieudonné Grandjean et de l'Empire Écartelé : au 1, d'azur, à trois têtes de lion arrachées d'or (armes anciennes); au 2, du quartier des barons militaires ; au 3, d'argent, au chevron de gueules, chargé de trois étoiles du champ et acc. en pointe d'un coq de sable; au 4, de gueules, à un mouton heurtant d'argent (Mouton de Lobau). |